# Hong Kong Academy for Performing Arts
Die Hong Kong Academy for Performing Arts, kurz HKAPA (chinesisch 香港演藝學院, Pinyin Xiānggǎng Yǎnyì Xuéyuàn, Jyutping Hoeng1gong2 Jin2ngai6 Hok6jyun2), befindet sich in Wan Chai auf der Nordküste von  Hong Kong Island in Hongkong. Sie fungiert als wissenschaftliche Organisation und Veranstaltungsort. Die Akademie wurde 1984 gegründet und ist eines der führenden Institute für darstellende Künste in Asien. Seit 1986 richtet sie jährlich die Hong Kong International Dance Conference aus. Das Institut hat insgesamt rund 1.835 immatrikulierte Studenten (Stand 2021).